# Robert Maillart

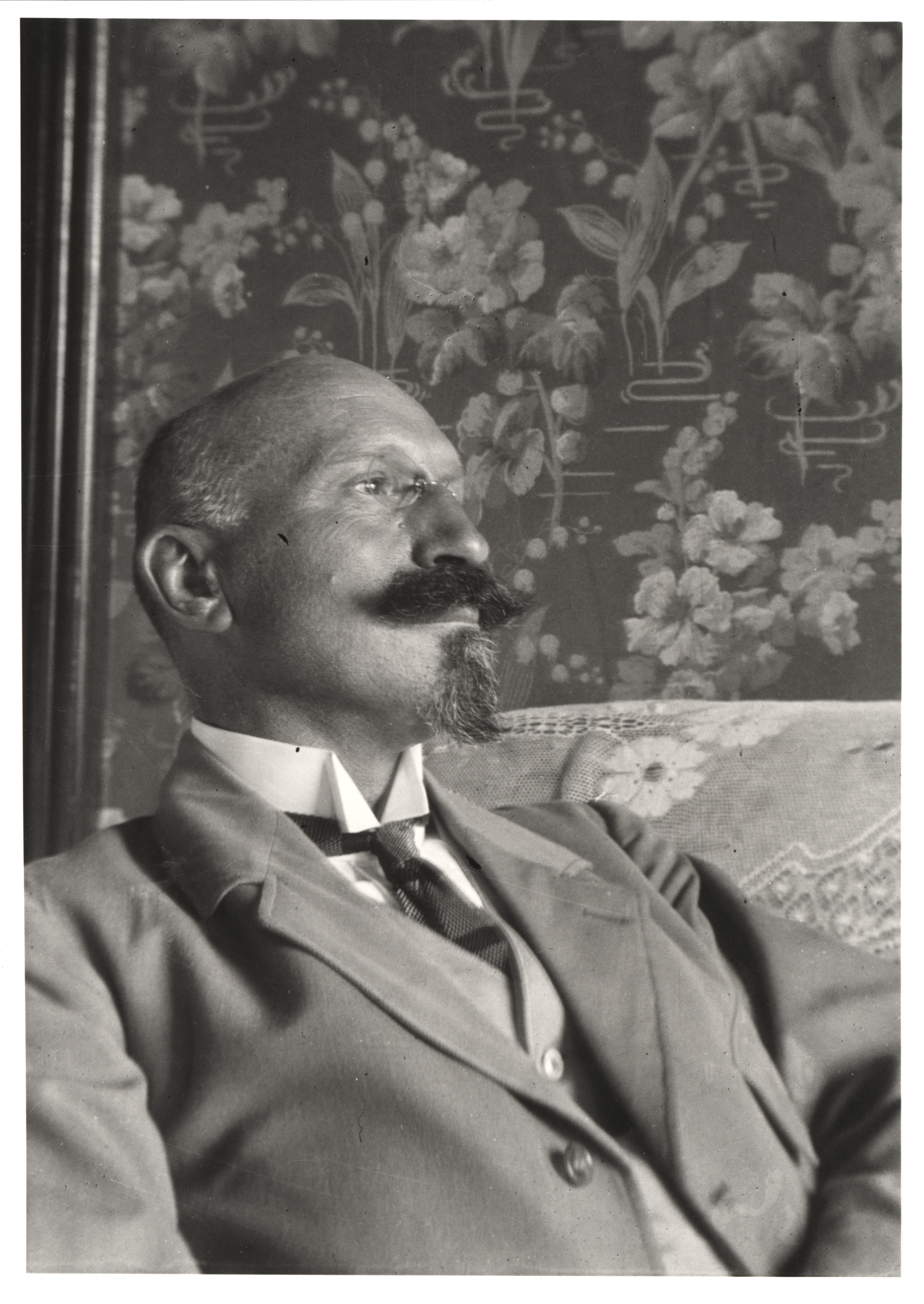
Robert Maillart (1925)

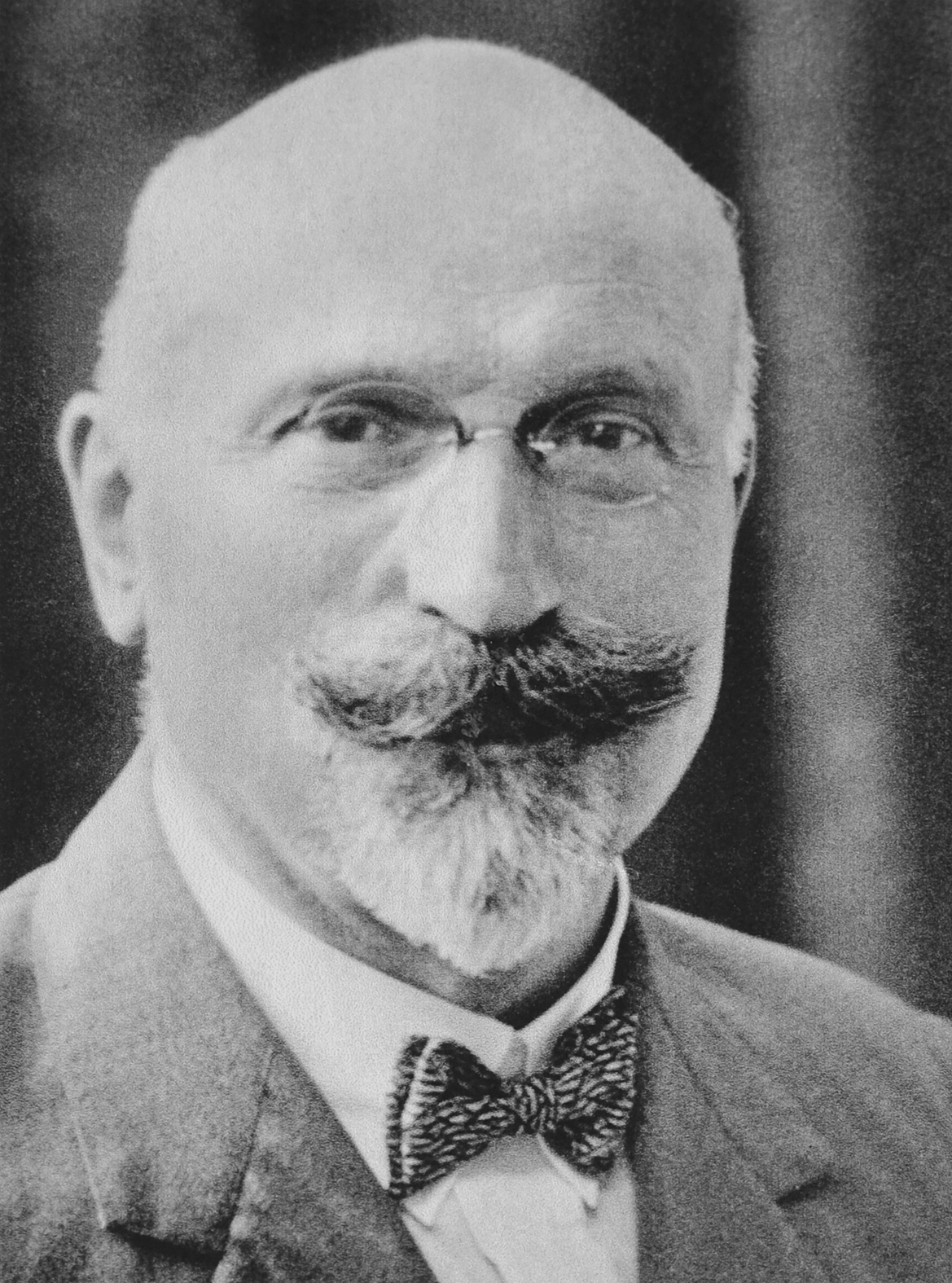
Robert Maillart

Robert Maillart (* 6. Februar 1872 in Bern; † 5. April 1940 in Genf) war ein Schweizer Bauingenieur, Brückenbauer und Unternehmer. Mit dem neuen Werkstoff Stahlbeton schuf er Anfang des 20. Jahrhunderts viele richtungsweisende Bogenbrücken und weitgespannte unterzugslose Pilzdecken. Maillart zählt neben Christian Menn und Jürg Conzett zu den bedeutendsten Schweizer Ingenieuren und Brückenbauern.

## Leben
Robert Maillart ging in seinem Geburtsort Bern bis 1889 auf das Gymnasium. Danach begann er das Studium des Bauingenieurwesens am Polytechnikum in Zürich, der heutigen ETH Zürich, welches er 1894 mit dem Diplom abschloss.

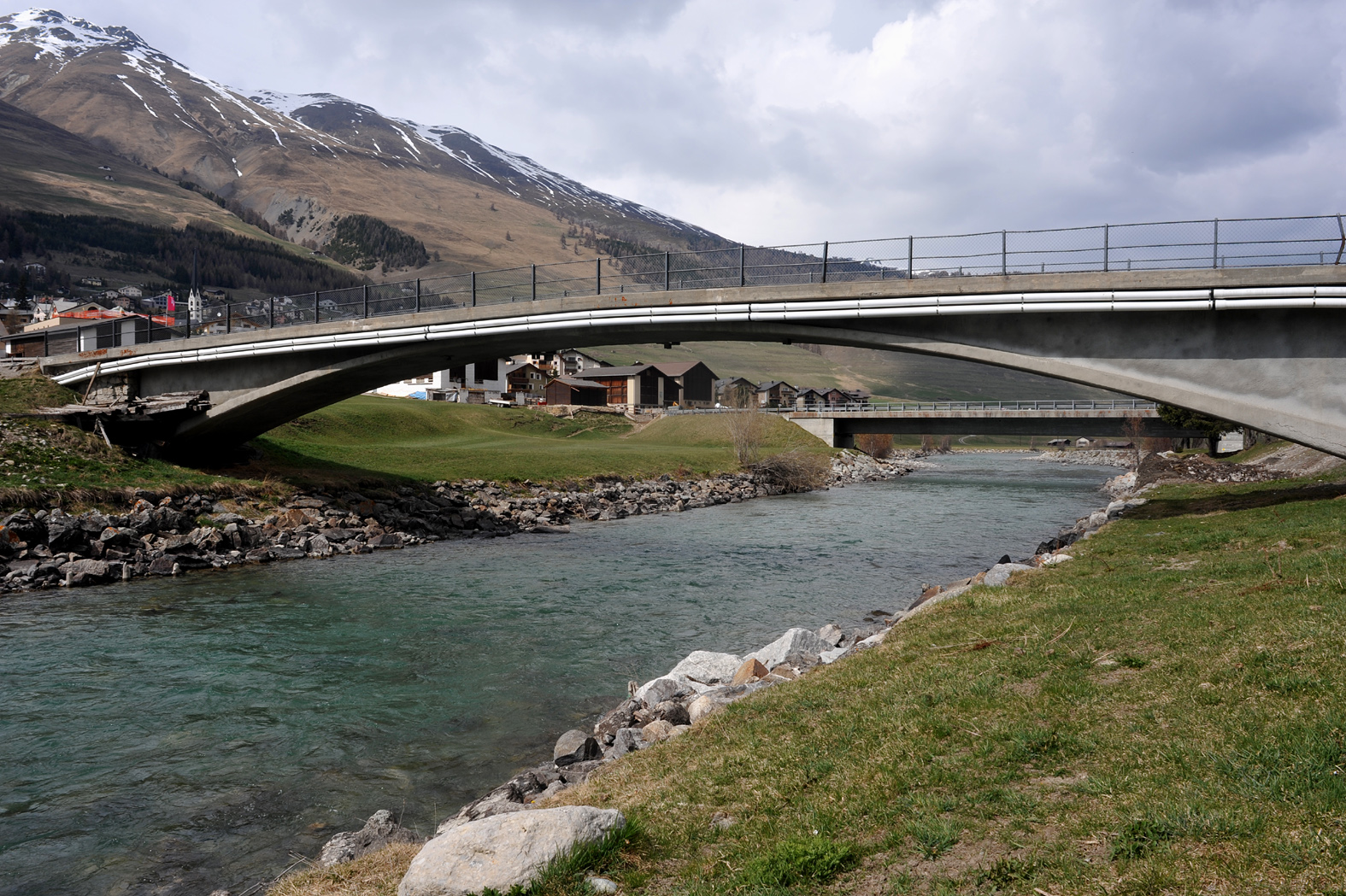
Die Innbrücke in Zuoz, ein Frühwerk von Maillart

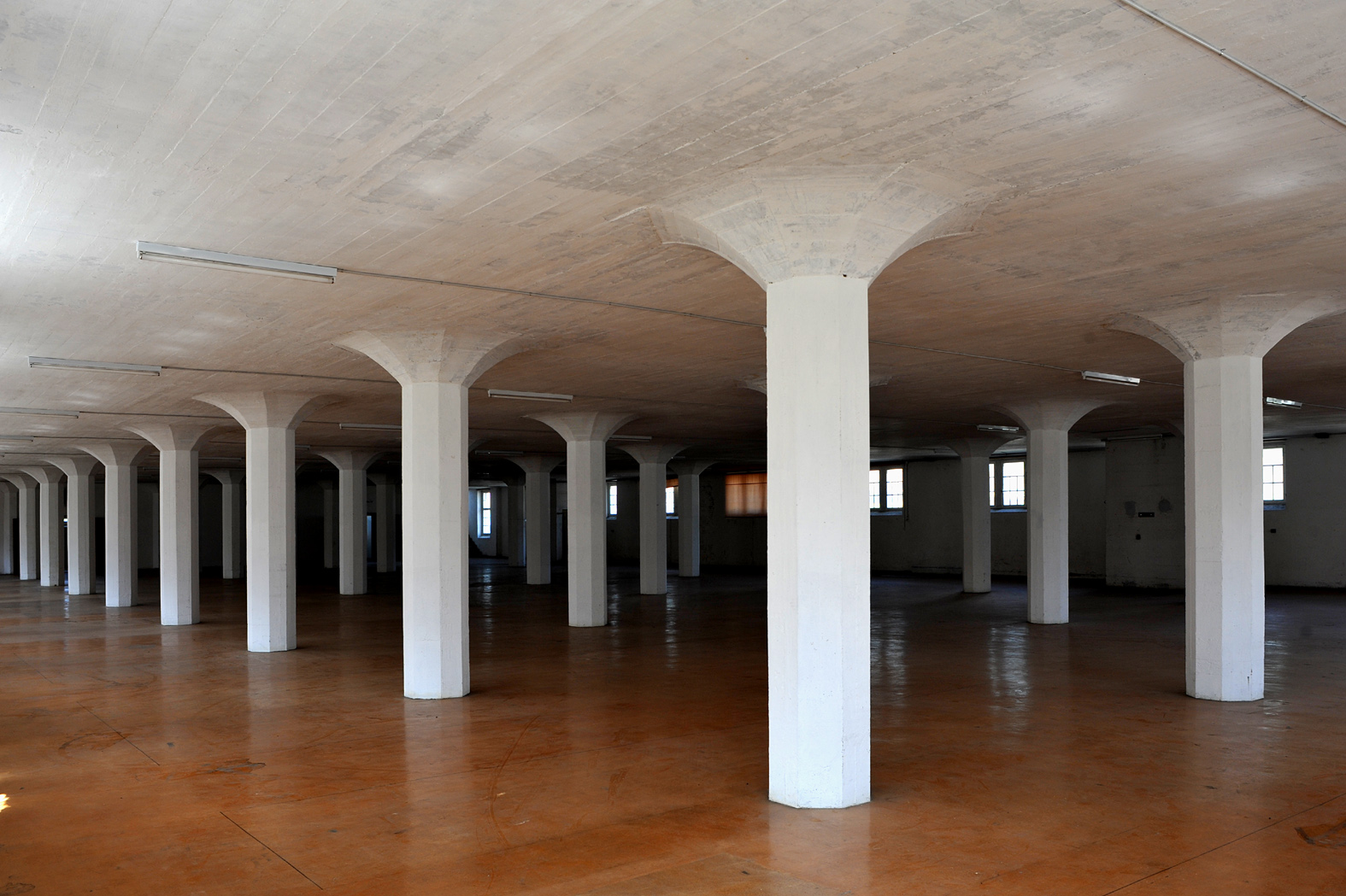
Pilzdecke im Eidg. Getreidelager in Altdorf

Seine erste berufliche Station war beim Ingenieurbüro Pümpin & Herzog in Bern, anschliessend war er von 1897 bis 1899 beim Tiefbauamt der Stadt Zürich angestellt. Ab 1899 bis 1902 arbeitete er beim Ingenieurbüro Froté & Westermann in Zürich, das auf die Ausführung von Stahlbetonbauwerken spezialisiert war, und entwarf unter anderem die Innbrücke in Zuoz.
1902 gründete Maillart mit Partnern die Baufirma Maillart & Cie und baute unter anderem 1904 die Tavanasa-Brücke über den Rhein, seinen ersten konsequent durchkonstruierten Dreigelenk-Kastenträger, der grosse Beachtung in der Fachwelt fand; der Bau wurde im Jahre 1927 durch einen Murgang zerstört. Im Hochbau entwickelte er die unterzugslose Pilzdecke, die 1908 patentiert wurde. Dadurch erhielt er eine Reihe von Aufträgen für Lagerhallen und Industriegebäude in der Schweiz und Europa. 1914 wurde er vom Ausbruch des Ersten Weltkrieges überrascht, als er sich mit seiner Familie beruflich in Riga aufhielt. Erst 1918 konnte er in die Schweiz zurückkehren, wo inzwischen sein Bauunternehmen nicht mehr existierte.
Völlig mittellos, gründete Maillart 1919 in Genf ein Ingenieurbüro, welches heute noch nach verschiedenen Namensänderungen als T ingénierie existiert. 1923 entwarf er seine erste Brücke nach dem Prinzip des verstärkten Stabbogens, die Flienglibachbrücke. Nach Anlaufschwierigkeiten plante er ab 1925 eine Vielzahl von Brücken in der Schweiz, was die Gründung von Niederlassungen in Bern und Zürich ermöglichte.
Die Brücken Maillarts zeichnen sich durch eine hervorragende architektonische Gestaltung aus und beruhen auf einer konsequenten Berücksichtigung und optimalen Ausnutzung der Stahlbetontragelemente. Sie waren zudem so konzipiert, dass sie nur ein sehr leichtes Bogenlehrgerüst erforderten. Unter seinen technisch und ästhetisch bestechenden Brücken wurde die 1930 gebaute Salginatobelbrücke bei Schiers in Graubünden, eine Dreigelenkbogenbrücke mit einer Spannweite von 90 Metern, Maillarts bekanntestes Bauwerk. Die Brücke wurde später von der Amerikanischen Ingenieurvereinigung zum World Monument ernannt. Die älteste noch erhaltene und unveränderte Stabbogenbrücke ist die Valtschielbrücke bei Donat GR.
1937 wurde Maillart Ehrenmitglied des Royal Institute of British Architects. Im Alter von 68 Jahren starb er 1940 in Genf an den Spätfolgen eines  Verkehrsunfalls, den er 1936 erlitten hatte.

## Archiv
Der Nachlass Robert Maillarts mit zahlreichen Plänen, Skizzen, Zeichnungen, Fotografien und weiteren Dokumenten befindet sich im Hochschularchiv der ETH Zürich an der ETH-Bibliothek. Eine Übersicht über diesen Bestand bietet das online einsehbare Nachlassverzeichnis in der Research Collection der ETH Zürich.

## Galerie

Tavanasa-Brücke
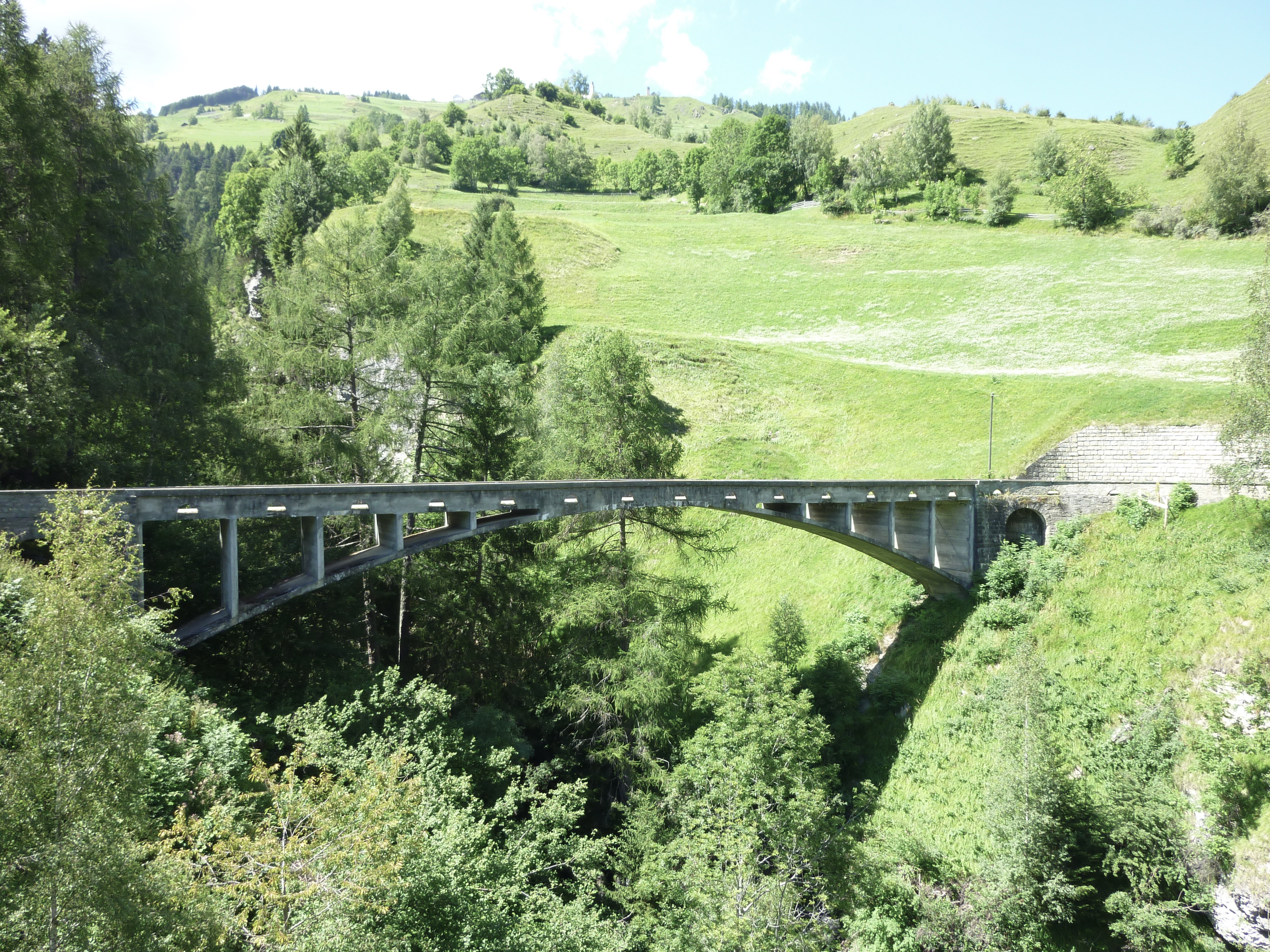
Valtschielbrücke bei Donat
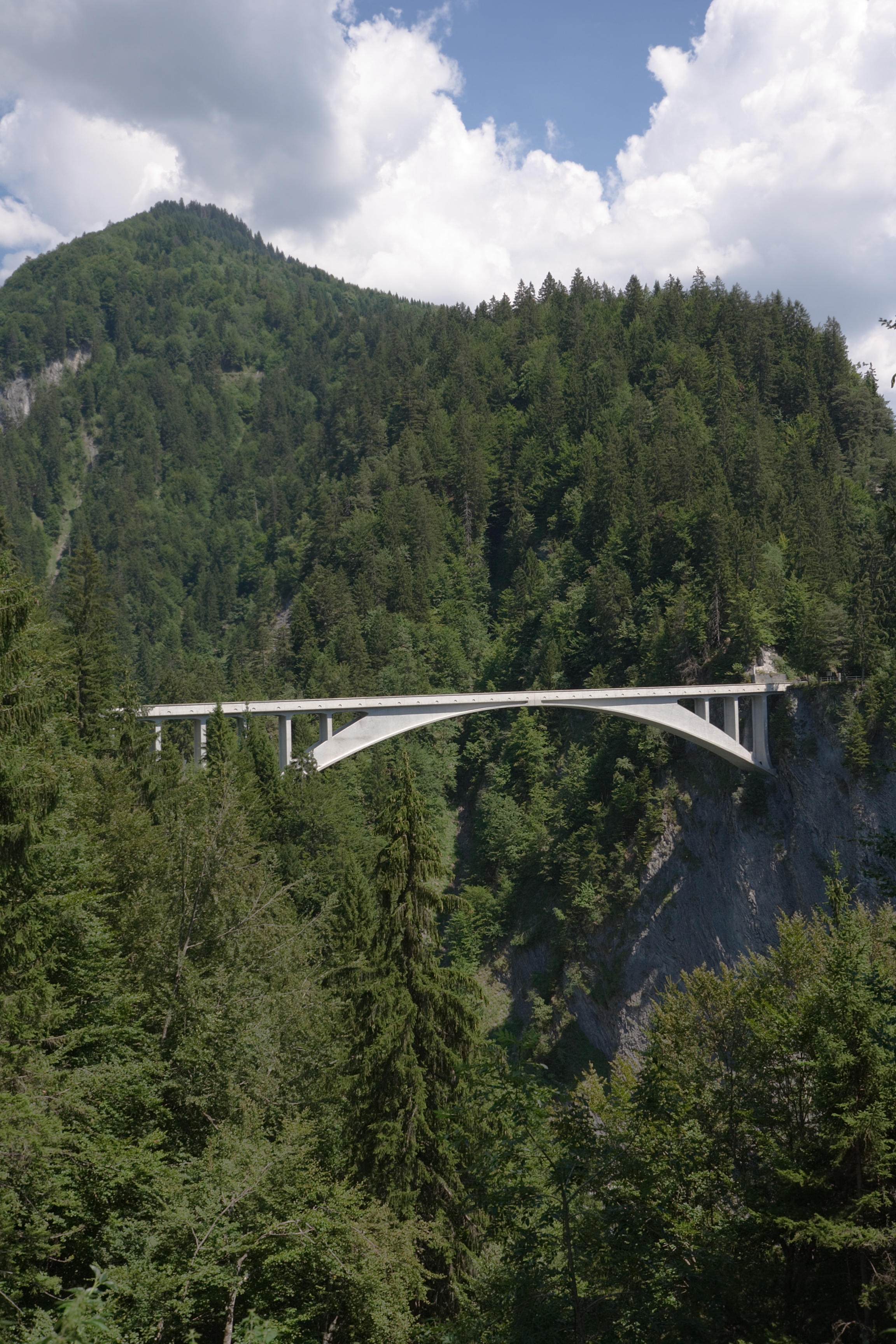
Salginatobelbrücke bei Schiers
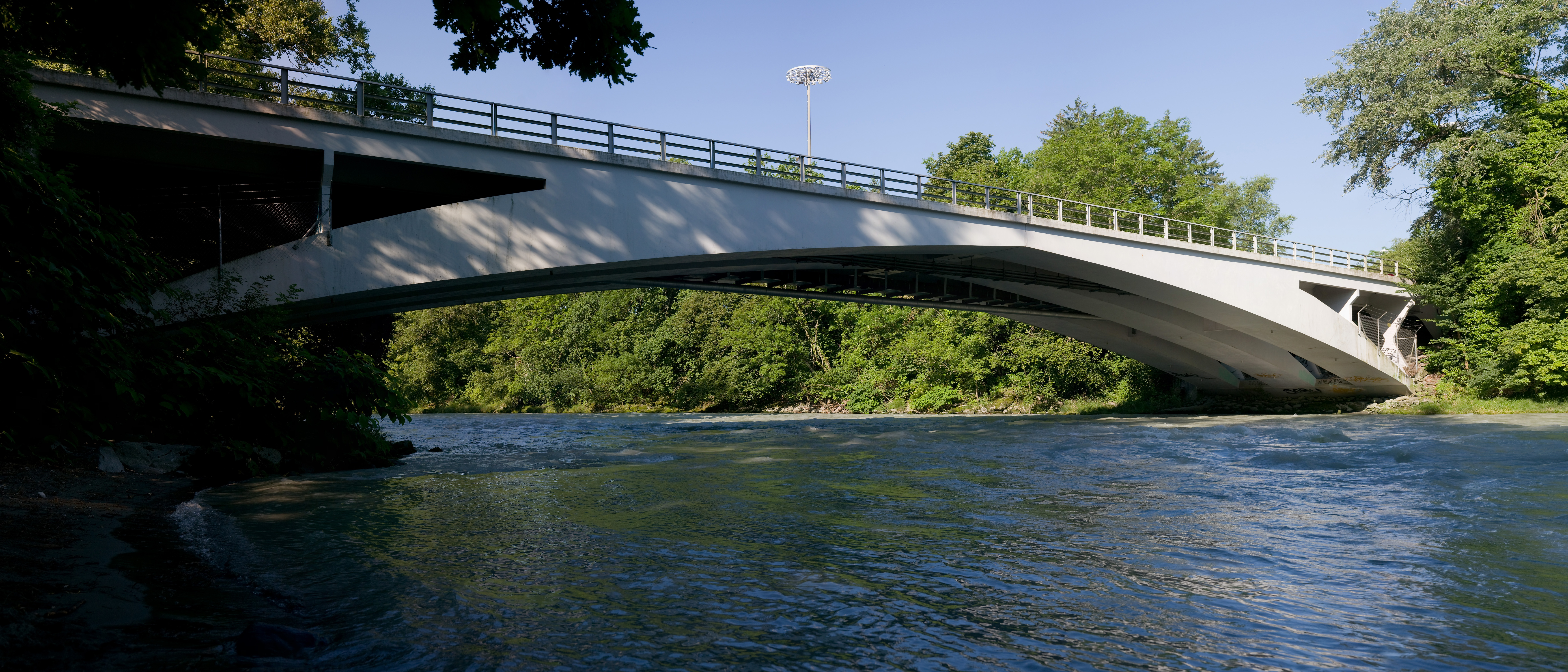
Arvebrücke bei Vessy
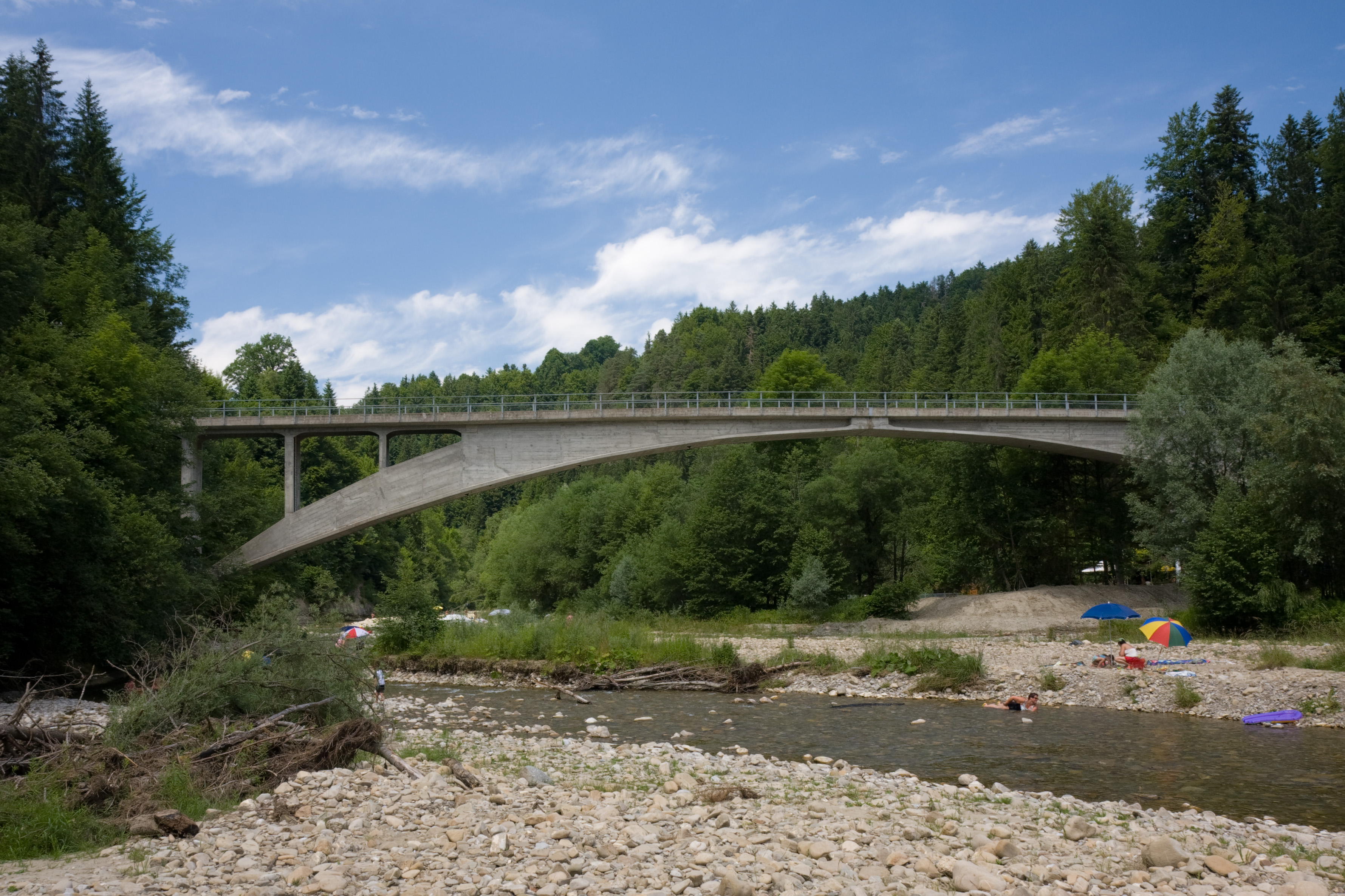
Rossgrabenbrücke Hinterfultigen
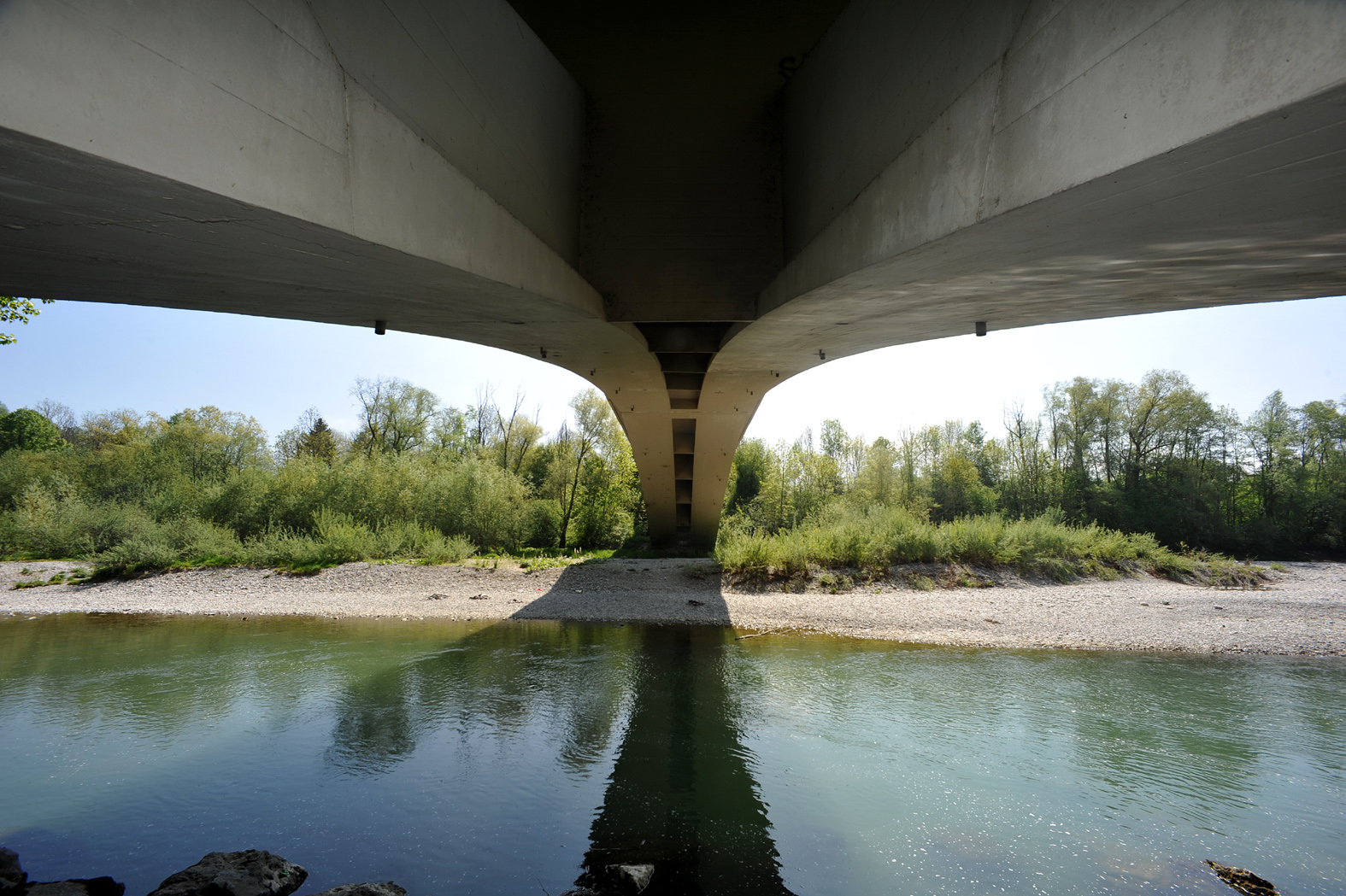
Thurbrücke bei Felsegg, Henau
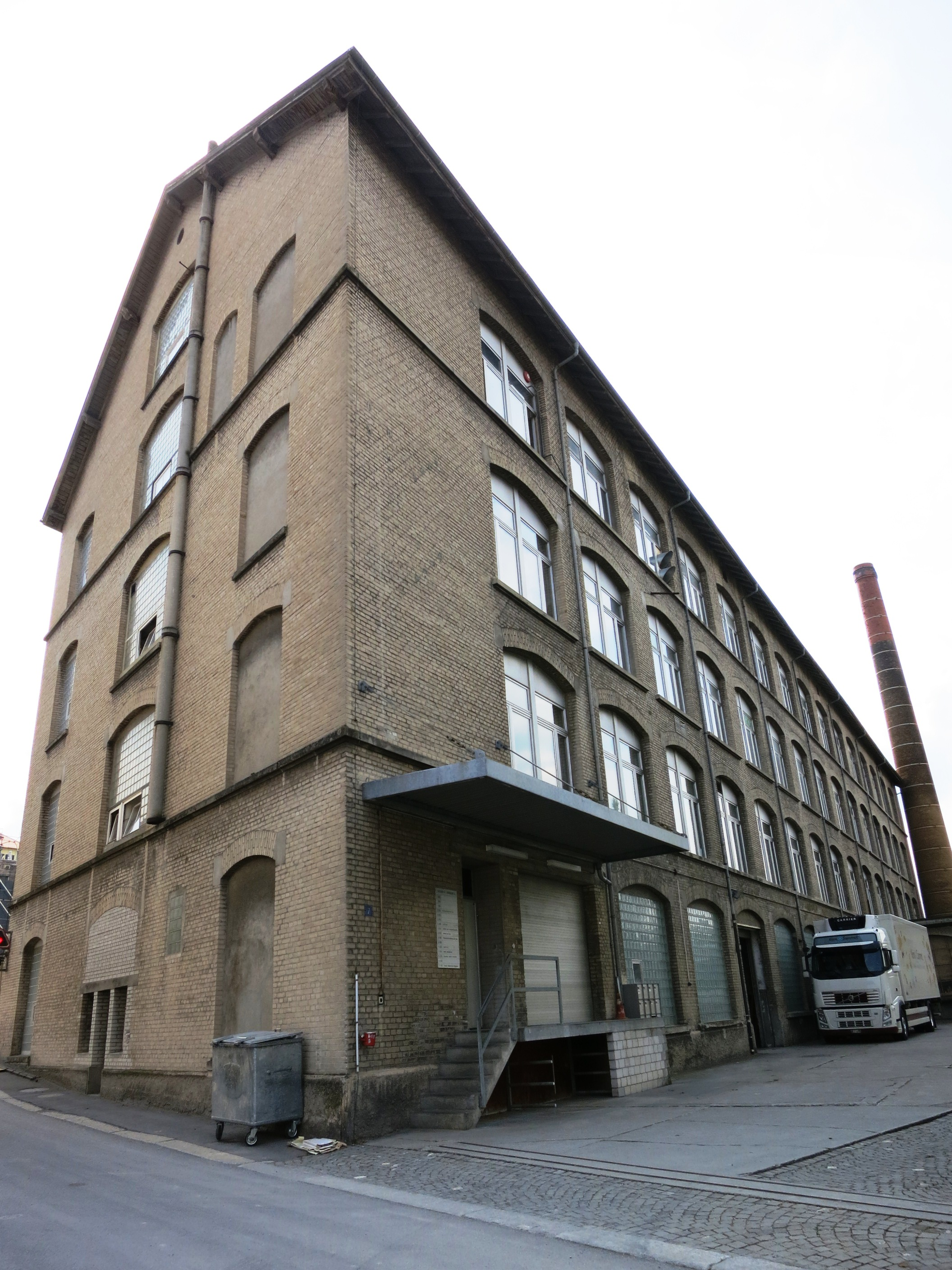
Fabrikgebäude im Giessen, Wädenswil, von 1905
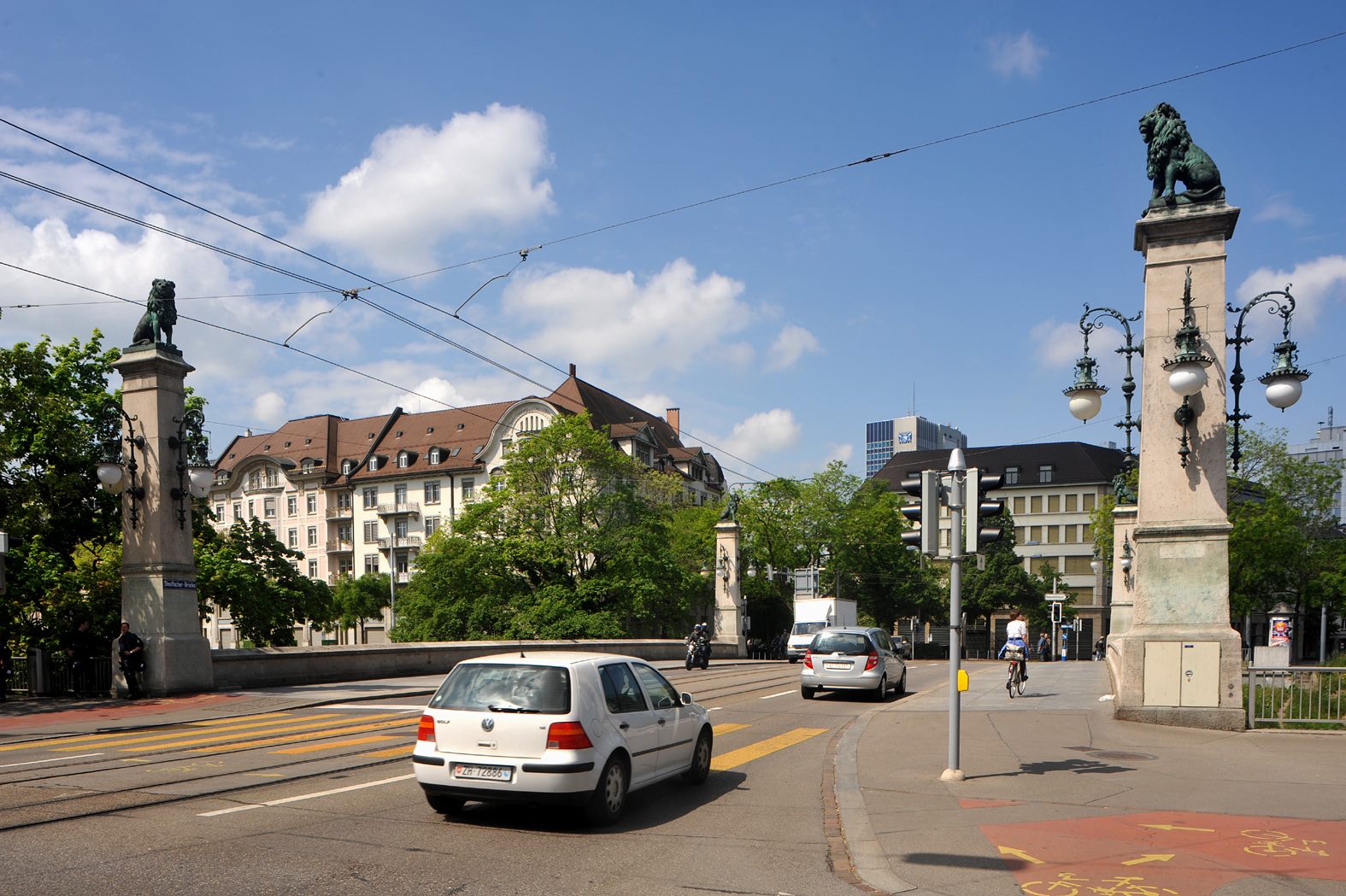
Stauffacherbrücke, Zürich, 1899

## Bauwerke
Unter anderem:

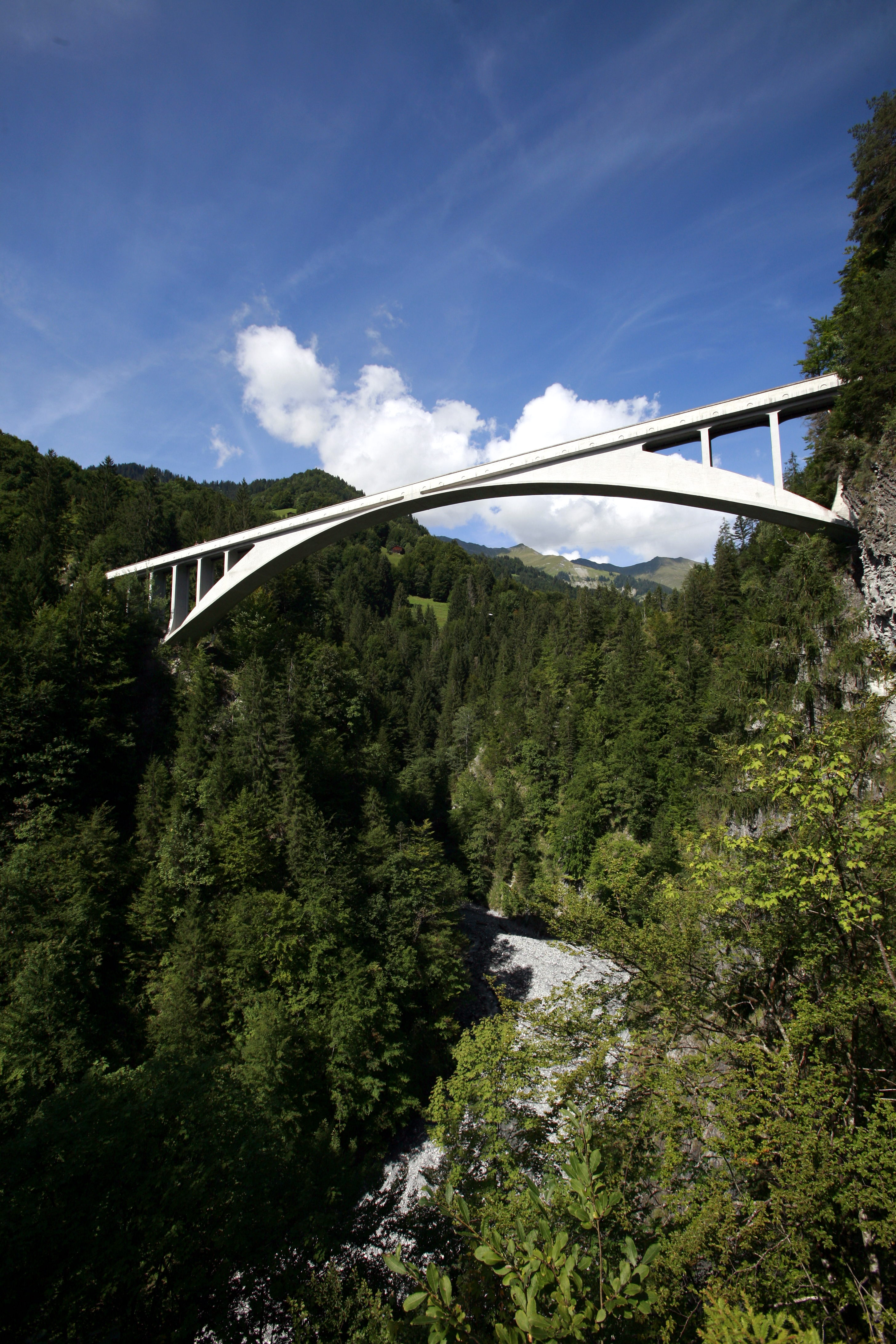
Die Salginatobelbrücke von 1930

- Veyronbrücke der BAM, bei Pampigny, 1896[A 2]
- Stauffacherbrücke, Zürich, 1899
- Innbrücke Zuoz, Zuoz, 1901 (Instandsetzung 1968)
- Hadlaubbrücke der Seilbahn Rigiblick, Zürich, 1901 (abgebrochen und ersetzt 1979)
- Steinachbrücke, St. Gallen, 1903
- Thurbücke, Billwil-Oberbüren, 1904 (Instandsetzung 2009)
- Webereigebäude der Tuchfabrik Pfenninger, Wädenswil, 1904–1906
- Vorderrheinbrücke Tavanasa, 1905 (1927 durch Murgang zerstört und 1928 ersetzt)
- Wasserturm, St. Gallen, 1906 (Instandsetzung 2011[4])
- Fabrikgebäude für die Obst- und Weinbaugenossenschaft, Wädenswil, 1906 (2007 abgerissen)
- Brücke über die Eisenbahn, Aach, 1907

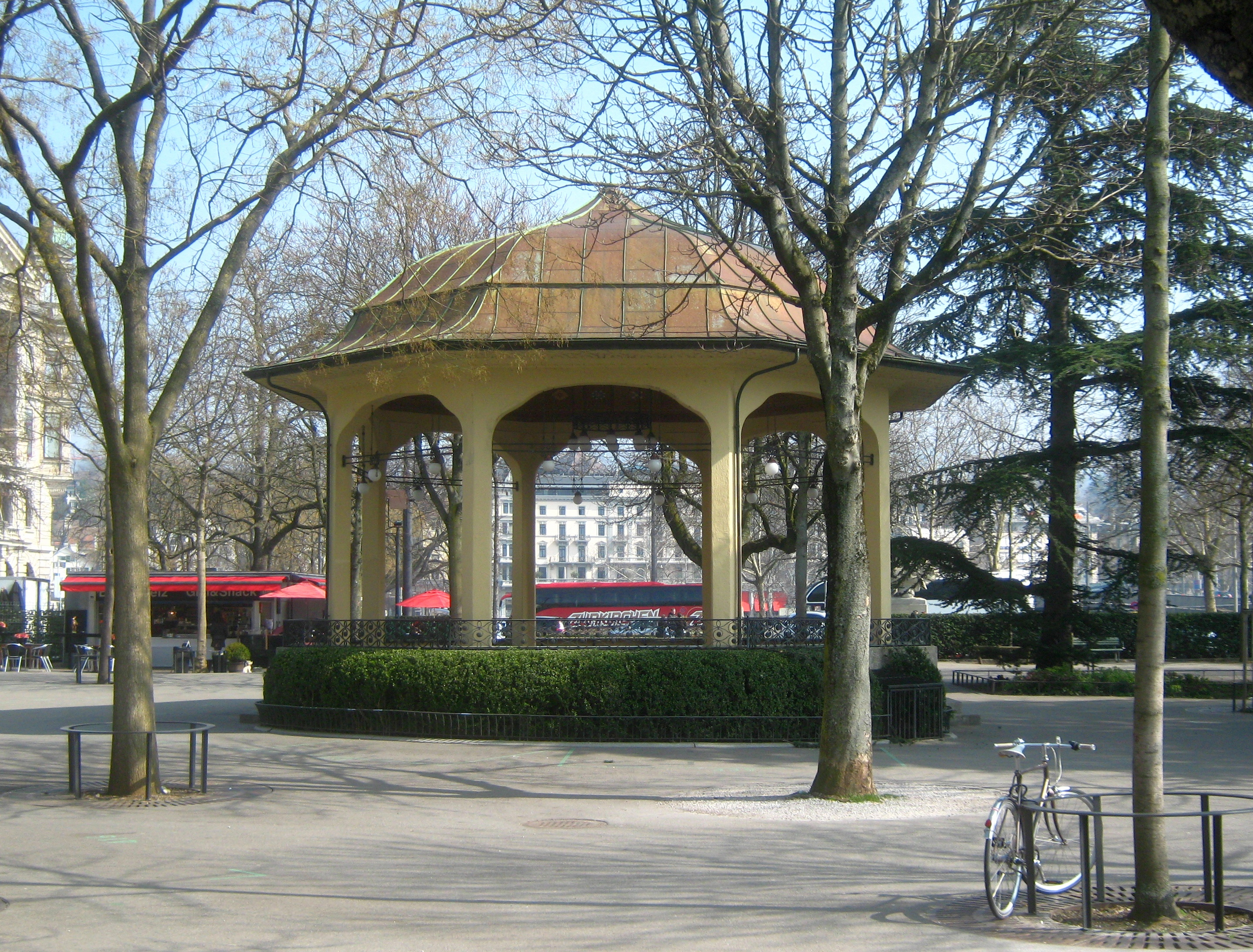
Musikpavillon, Bürkliplatz 3 in der Stadthausanlage, erbaut 1908

- Musikpavillon Bürkliplatz, Zürich, 1908
- Thurbrücke, Wattwil, 1909
- Kabelbrücke Kraftwerk Rheinfelden, Wyhlen, 1910
- Lagerhaus Giesshübel, Zürich, 1910 (Instandsetzung 2008[A 3])
- Hutfabrik Felber, Wädenswil, 1911
- Alte Rheinbrücke, Laufenburg, 1911 (Instandsetzung 1982)
- Aarebrücke, Aarburg, 1912 (Instandsetzung und Umbau 1968[A 4])
- Wehrbrücke, Augst–Wyhlen, 1912
- Alte Rheinbrücke, Rheinfelden, 1912 (Instandsetzung 2012)
- Filtergebäude, bei Rorschach, 1912 (abgebrochen 2010[5][A 5])
- Lagerhaus, Petrograd, 1912
- Eidgenössisches Getreidelager, Altdorf, 1912
- Muotabrücke, Ibach, 1913 (abgebrochen und ersetzt 2001)
- Arvebrücke, Marignier, 1920 (tiefgreifender Umbau 1986)
- Flienglibachbrücke, Innerthal, 1923 (abgebrochen und ersetzt 1969)
- Aquädukt über den Trepsenbach, Rempen, 1923
- Schrähbachbrücke über eine Bucht des Wägitalersees, 1924 (Instandsetzung und Umbau 1933[6])
- Ziggenbachbrücke, bei Innerthal, 1924
- Aquädukt, bei Le Châtelard, 1924
- Wasserturm Chancy-Pougny, Chancy, 1924
- Valtschielbrücke, Donat, 1925
- Lagerhaus Magazzini generali, Chiasso, 1925
- Sihlpost, Zürich, 1926
- Lorrainebrücke, Bern, 1929 (Instandsetzung 1996)
- Landquartbrücke der RhB, Klosters, 1930 (Umbau 1944, abgebrochen und ersetzt 1993)
- Salginatobelbrücke, Schiers, 1930 (Instandsetzung 1998)
- Spittelbrücke, Frutigen, 1930 (Instandsetzung 1994)
- Ladholzbrücke, Frutigen, 1930
- Hombachbrücke, bei Schangnau, 1931 (abgebrochen und ersetzt 1988[A 6])
- Luterstaldengrabenbrücke, bei Schangnau, 1931 (abgebrochen und ersetzt 1990[A 6])
- Triftwasserbrücke, bei Nessental, 1932
- Rossgrabenbrücke, bei Schwarzenburg, 1932 (Instandsetzung 2006)
- Traubachbrücke, bei Habkern, 1932 (Instandsetzung 2004)
- Bolbachbrücke, bei Habkern, 1932 (Instandsetzung 2004)
- Sportanlage Sihlhölzli, Zürich, 1932
- Musikpavillon Sihlhölzli, Zürich, 1932
- Schwandbachbrücke, bei Hinterfultigen (BE), 1933 (Instandsetzung 2006)
- Thurbrücke, bei Felsegg, 1933 (Instandsetzung 1989 und 2005)
- Kanalbrücke, bei Felsegg, 1933 (abgebrochen und ersetzt 2011[7])
- Aarebrücke, Innertkirchen, 1934 (abgebrochen und ersetzt 2010)
- Tösssteg, Winterthur-Wülflingen, 1934 (Instandsetzung 2004)
- Birsbrücke, bei Liesberg, 1935
- Brücke in der Luzernstrasse, Huttwil, 1935 (Instandsetzung 2010)
- Twannbachbrücke, Twann, 1936 (Instandsetzung 2015)
- Pont de Vessy, Veyrier GE, 1936
- Garage des Nations, Genf, 1936 (Instandsetzung und Umbau 1995[A 7][8])
- Lütschinebrücke, Gündlischwand, 1937 (tiefgreifender Umbau 1990)
- Brücke in der Weissensteinstrasse, Bern, 1938
- Wylerbrücke, Wyler, 1938 (Instandsetzung 2009)
- Simmebrücke, Garstatt, 1940 (Instandsetzung 2010[9])
- Simmebrücke, Laubegg, 1940 (ersetzt durch Neubau 2013[A 8][10])
- Brücke in der Seestattstrasse, Altendorf, 1940 (Instandsetzung 2008)
- Brücke in der Churerstrasse[A 9][11], Altendorf, 1940 (Instandsetzung und Umbau 1955[A 10], Instandsetzung 1995)
- Airebrücke[A 11], Lancy, 1954